# IJmond
IJmond, voorheen ook wel Midden-Kennemerland genoemd, is een deel van de regio Kennemerland in de provincie Noord-Holland. De gemeenten waaruit de regio bestaat, zijn Velsen, Beverwijk en Heemskerk, deze gemeenten zijn alle rond het Noordzeekanaal gelegen.
Het CBS definieert het economisch-geografisch gebied (regionale indeling in gebruik tot 2010) "IJmond" als: Beverwijk, Heemskerk en Velsen. Volgens de COROP-indeling worden ook de gemeenten Castricum en Uitgeest bijgerekend.
Er wonen anno 2021 zo'n 150.000 inwoners in deze regio. De grootste gemeente is Velsen met zo'n 68.500 inwoners. 
De monding van het Oer-IJ lag rond 2500 v. Chr. bij het huidige Velsen en Beverwijk. Daar stroomde het Oer-IJ in de Noordzee. Toen deze Oer-IJ zich in noordelijke richting verplaatste tot bij Egmond, veranderde het achterliggende gebied en ontstond er een gesloten kustlijn. Op dit achterliggende gebied is de huidige industriële agglomeratie IJmond ontstaan. Deze agglomeratie is ontstaan om de vele grote industrie die er in het gebied ligt zowel bestuurlijk beter te coördineren als de werk- en woongelegenheid van en voor de industrie in het gebied beter te begeleiden. Tegenwoordig werken de gemeenten ook op andere terreinen samen. De naam IJmond is ontstaan uit de ligging van de samenwerkende gemeenten rondom de westelijke monding van het Noordzeekanaal - de kunstmatige opvolger van het IJ.

## Geschiedenis
Rond het begin van de jaartelling bevinden de Romeinen zich in Midden-Kennemerland. Nabij het huidige Velsen wordt tot tweemaal toe een volledige vlootbasis gebouwd (periode 12-48 n. chr.). De aanwezigheid van de Romeinen heeft lang genoeg geduurd om invloed te hebben uitgeoefend op de lokale bevolking. In het gebruiksaardewerk uit en na die periode zijn duidelijke sporen van de Romeinen herkenbaar. De locatie Velsen is ook van belang vanwege het feit dat relatief veel gebruikt materiaal bewaard is gebleven, door conservering in de vochtige bodem.
Wanneer de Karolingers hun opmars naar het noorden maken, na 714, veroveren zij ook Midden-Kennemerland op de Friezen. Kort na de verovering volgen de missionarissen van Willibrord om het nieuwe gebied te kerstenen. Successen worden behaald en kerken worden gesticht. In Velsen wordt een kerk gebouwd die door Karel Martel aan Willibrord wordt geschonken. Deze kerk wordt de materkerk voor de latere kerken die in de omgeving worden gesticht. Nabij de locatie van Velsen ligt de nederzetting Adrichem. Deze villa Adrichem wordt ook door Karel Martel geschonken, maar niet aan de persoon Willibrord, maar aan de kloostergemeenschap van Echternach. De villa wordt begrensd door de zee in het westen en rivier de Velisena in het oosten. Dit is de naam voor het Oer-IJ dat bij Velsen naar het noorden afboog richting Egmond. In de periode 1100-1300 is de rivier door weersomstandigheden verbreed en een meer geworden: het Wijkermeer. Dit meer stond via IJ in een open verbinding met het Almere of de Zuiderzee.

## Gemeenten in IJmond

### Beverwijk
De huidige gemeente Beverwijk is op 1 mei 1936 ontstaan uit de gemeenten Beverwijk en Wijk aan Zee en Duin. Laatstgenoemde plaats is een eerdere samenvoeging van Wijk aan Zee en Wijk aan Duin. Het dorp Wijk aan Duin, dat ook wel Wijk-Binnen is genoemd, omvatte ook het Hofland en de Broekpolder of Wijkerbroek. Het voormalige Beverwijk kreeg op 11 november 1298 een stadprivilege (stadskeur of stadsrecht), waarmee het zich onderscheidde van het omringende ambacht dat "Die Wijc" werd genoemd. De stad Beverwijk ontstond uit een samenvoeging van het kerkdorp Sint Agathenkicha of St. Aagtenkerk en de handelsnederzetting of wijk die was ontstaan aan de oever van het Meer -later Wijkermeer genoemd-. De naam Beverwijk wordt voor het eerst vermeld in een charter van 19 juni 1276, gezegeld door graaf Floris V, waarbij het wordt toegestaan om in het ambacht van Gerard van Velsen wekelijks op dinsdag een markt te houden. Het is dezelfde Gerard waarvan algemeen wordt aangenomen dat hij graaf Floris V op 27 juni 1296 heeft vermoord. Maar terug naar de naam Beverwijk. Die stamt van Beuerhem, die vermeld staat in het goederenregister (ca. 955) van de Sint Maartenkerk te Utrecht. Het register is opgesteld aan de hand van originele charters uit de periode vóór jaar 857. In dat jaar vluchtte Hunger, de bisschop van Utrecht voor de Noormannen. De lijst is opgesteld om de eigendomsrechten te claimen van de kerk van Utrecht op de verspreid gelegen goederen, nadat de Noormannen waren verdwenen. In de lijst staat de plaats Beuerhem of Beuorhem vermeld. De naam Beuer of Bever is niet een verwijzing naar het dier de Bever (castor), maar een Germaanse naam. Het begrip "-hem" heeft de betekenis: "woning van...". De naam Beverhem betekent dan ook woning van heer Bever, de heer die de beschikking had over de nederzetting die hem toebehoorde, in casu Beverhem. De nederzetting is in andere handen overgegaan, maar de naam is in de volksmond blijven voortbestaan. Beverhem en drie andere plaatsen (Gisleshem, Hegginghem en Scupeldhem) worden gelokaliseerd in Midden-Kennemerland. Deze vier nederzettingen -waarvan de laatste wordt gesitueerd nabij de Schepelenberg of het Huldtoneel en Noorddorp onder Heemskerk- waren in handen gekomen van de persoon die Gutha heette. Hij heeft de kerk in zijn opdracht laten bouwen en voor de wijding aan de St. Maartenskerk te Utrecht geschonken, inclusief inkomsten uit tienden voor het beheer en onderhoud van de kerk. De vier gemeenschappen waren op dat moment in de beschikkingsmacht van één persoon, de heer Gutha, en moeten dan ook als één beheergebied worden beschouwd, nu ongeveer de gemeenten Beverwijk en Heemskerk tezamen, en vormden tezamen één parochie en ressorteerde onder de kerk van Velsen. Later zijn twee parochies ontstaan, waarvan de grenzen ongeveer overeenkomen met de huidige gemeentegrenzen van Beverwijk en Heemskerk.

### Heemskerk
De plaats Heemskerk is ontstaan uit het kerkdorp Heimettenkiricka of Emecekerke, de nederzetting Noorddorp nabij de Schepelenberg of het Huldtoneel, Heemskerk aan Duin of Heemskerkerduin. Ook de Heemskerker Broekpolder maakt deel uit van de gemeente. Het zijn geen afzonderlijke gemeenschappen geweest met eigen besturen, zodat deze gemeente vanaf het begin één bestuurlijke eenheid of gemeente heeft gevormd.

### Velsen
Ook Velsen is een gemeente die bestaat uit meerdere kernen, namelijk:
- Driehuis
- IJmuiden is een havenstad die is ontstaan rond de opening van het Noordzeekanaal 1 november 1876. De locatie nabij de sluizen groeide uit tot een vissersdorp dat nu Oud-IJmuiden wordt genoemd. Ten oosten daarvan is het huidige IJmuiden ontstaan in het gebied dat eertijds De Heide werd genoemd. De locatie iets verder naar het oosten, werd Velseroord genoemd. Daar bouwden de kanaalgravers hun schamele onderkomens.
- IJmuiden aan Zee is een nieuwe loot aan de stam van Velsen en ligt aan het strand van Velsen.
- Santpoort-Noord, is het oude Santpoort
- Santpoort-Zuid, voorheen de buurtschap Jan Gijzenvaart
- Velsen-Noord, oorspronkelijk Wijkeroog (genoemd naar een buitenplaats aldaar), de locatie waar de Engelse ingenieurs en werknemers gevestigd waren tijdens de aanleg van het kanaal (1865-1876)
- Velsen-Zuid, het oude Dorp Velsen, Felison, Vellesan
- Velserbroek, de gemeenschap die is ontstaan door grootschalige nieuwbouw in de jaren ruwweg 1990-2005

## Landschappen in IJmond
IJmond is ook interessant vanwege de verschillende landschappen die elkaar opvolgen op relatief korte afstand van elkaar. De volgende gebieden kunnen we onderscheiden:
- de Noordzee met de kust
- de jonge, midden en oude duinen
- de geestgronden achter de duinen
- polder (voor 1876 het Wijkermeer)
- parken en tuinen van kastelen (Huis te Heemskerk of Marquette en het slot Assumburg) of buitenplaatsen (w.o. Beeckestijn, Waterland, Velserbeek, Scheijbeek, Westerhout)
- recreatiegebied Spaarnwoude

Deze gebieden liggen op enkele vierkante kilometers van elkaar in Midden-Kennemerland, op loop- en fietsafstand.
Oost-Groningen · Delfzijl en omgeving · Overig Groningen · Noord-Friesland · Zuidwest-Friesland · Zuidoost-Friesland · Noord-Drenthe · Zuidoost-Drenthe · Zuidwest-Drenthe · Noord-Overijssel · Zuidwest-Overijssel · Twente · Veluwe · Achterhoek · Arnhem/Nijmegen · Zuidwest-Gelderland · Utrecht · Kop van Noord-Holland · Alkmaar en omgeving · IJmond · Agglomeratie Haarlem · Zaanstreek · Groot-Amsterdam · Het Gooi en Vechtstreek · Agglomeratie Leiden en Bollenstreek	 · Agglomeratie 's-Gravenhage · Delft en Westland · Oost-Zuid-Holland · Groot-Rijnmond · Zuidoost-Zuid-Holland · Zeeuws-Vlaanderen · Overig Zeeland · West-Noord-Brabant · Midden-Noord-Brabant · Noordoost-Noord-Brabant · Zuidoost-Noord-Brabant · Noord-Limburg · Midden-Limburg · Zuid-Limburg · Flevoland